# Gérard de Lairesse
Gérard de Lairesse ou Gérard Lairesse, baptisé à Liège, le 11 septembre 1641, et enterré à Amsterdam, le 21 ou 28 juillet 1711,, est un peintre, décorateur d'intérieur, dessinateur, graveur et théoricien de l’art néerlandais d'origine liégeoise. Actif à la fin du siècle d’or, son œuvre appartient au classicisme et il a été surnommé en France le « Poussin hollandais ».
Il représenta principalement des scènes allégoriques, bibliques et mythologiques, et est surtout connu pour ses décors de plafonds ou de cheminées : « Dans le passé, on a compté Gérard de Lairesse parmi ces peintres présents au crépuscule de l'âge d'or [i.e. le siècle d'or], mais, comme Apollon, il présida aussi à un âge d'or dans l'histoire de la décoration d'intérieur. ».
Les écrits sur l'art, Principes du dessin (Grondlegginge der teekenkonst, 1701) et Le Grand Livre des peintres (Het Groot schilderboeck, 1707), rédigés d'après les cours qu'il donna après qu'il fut devenu complètement aveugle, exercèrent une forte influence sur les peintres – notamment de décors – du XVIIIe siècle.
Parmi ses élèves, on peut citer notamment Jan van Mieris, Louis Fabricius Dubourg (en), Ottmar Elliger le Jeune (en), Krzysztof Lubieniecki (en), Jan Hoogsaat (en) et Zacharias Webber.

## Biographie

### Liège
Gérard de Lairesse naît en septembre 1641 à Liège, dans une famille d'artistes : il est le second fils de Renier de Lairesse (1596-1667), peintre d'« histoire » qui se spécialisera dans la grisaille, et de Catharina Taulier, fille d'un autre peintre, Jean Taulier, d'origine bruxelloise. Les quatre fils du couple – Ernest (1636-1718), Gérard, Jacques (1645-1690) et Jan Gérard (né en 1645) – deviendront peintres à leur tour. Gérard de Lairesse est d'abord formé à l'art pictural par son père, qui l'initie également à la musique (il jouera de plusieurs instruments, dont le violon) et à la poésie. À partir de 1655, il poursuit son apprentissage auprès de Bertholet Flémal (1614-1675).

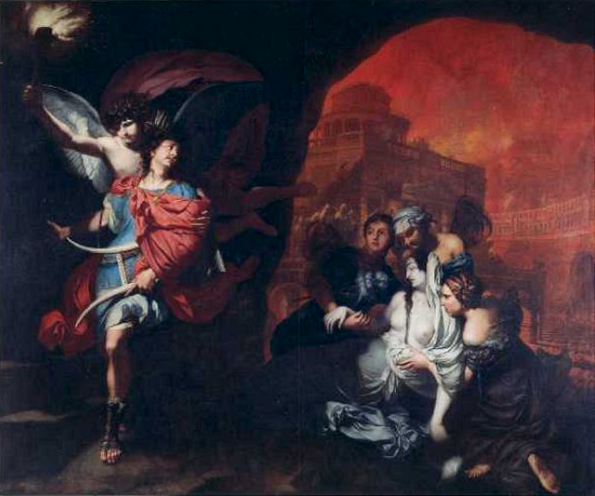
Orphée et Eurydice ou La Descente d'Orphée aux enfers, v.1662
La Boverie

Lorsque son frère aîné revient de son voyage d’étude en Italie, il en ramène le livre d'emblèmes de Cesare Ripa. Gérard s’exerce durant quelques jours et ses dessins lui valent de remporter un certain succès.
En 1660, il reçoit ses premières commandes du prince-évêque de Liège, Maximilien-Henri. Il peint pour la cathédrale d'Aix-la-Chapelle un Martyre de sainte Ursule (œuvre aujourd'hui conservée au Suermondt-Ludwig-Museum d'Aix). Il réalise vers 1662 – pour l'ancien bourgmestre de Liège Godefroid de Selys, selon Louis Abry – le tableau Orphée et Eurydice (La Boverie, Liège).
En avril 1664, si du moins l'on en croit un récit de l'époque, il vit une aventure mouvementée qui le forcera à quitter définitivement  sa ville natale. Plus tôt cette année-là, en effet, l'artiste s'était lié avec deux sœurs de Maastricht, Marie et Catherine François, la première étant « assez belle », et l'autre « fort virile et courageuse ». Lairesse fait alors la promesse écrite d'épouser l'une d'entre elles. Les parents du jeune homme, cependant, sont opposés à cette union, souhaitant qu'il épouse Marie Saime, la cousine de son beau-frère. Lairesse finit par revenir sur sa promesse mais, le 22 avril, les sœurs François, folles de rage à la suite de l'affront subi, l'attirent dans une embuscade. Elles l'attaquent. Il reçoit un coup de couteau. Pour se défendre, Lairesse sort son épée, mais son assaillante aussi en possède une. Lairesse malgré tout parvient à blesser une des femmes et à leur faire prendre la fuite. Par la suite, Lairesse, touché à la poitrine et à la « partie honteuse », se réfugie dans un monastère.
Aussitôt rétabli, il prend la direction de Maastricht en compagnie de Marie Saime, et c'est en chemin, à Navagne (Visé), que le couple se marie. Ils se fixent d'abord à Utrecht, où ils ont un premier fils, qui sera baptisé dans une église catholique le 5 avril 1665.

### Amsterdam et La Haye
La même année, Lairesse vient s'établir à Amsterdam, où était actif Gerrit van Uylenburgh (en), un important marchand de tableaux qui avait remarqué son talent. Lors de sa première visite à l’atelier du marchand situé sur le Lauriergracht, chacun est visiblement impressionné par son allure. Lairesse, qui parle alors à peine le néerlandais, sort un violon et commence à en jouer. En 1665 également, alors que le Liégeois n'a pas encore acquis aux Pays-Bas la notoriété qu'il y connaîtra par la suite, Rembrandt, qui en est quant à lui à la fin de sa carrière, réalise son portrait (aujourd'hui conservé au Metropolitan Museum of Art de New York) ; malgré sa laideur, le jeune peintre y est représenté dans une pose empreinte d'une fascinante dignité. Il travaille quelque temps pour Van Uylenburgh mais, celui-ci payant mal, il décide de devenir indépendant au bout de deux mois.
En 1667, il obtient le droit de bourgeoisie de la ville d'Amsterdam. Trois ans plus tard, sa femme lui donne un second fils, Abraham († v.1727).

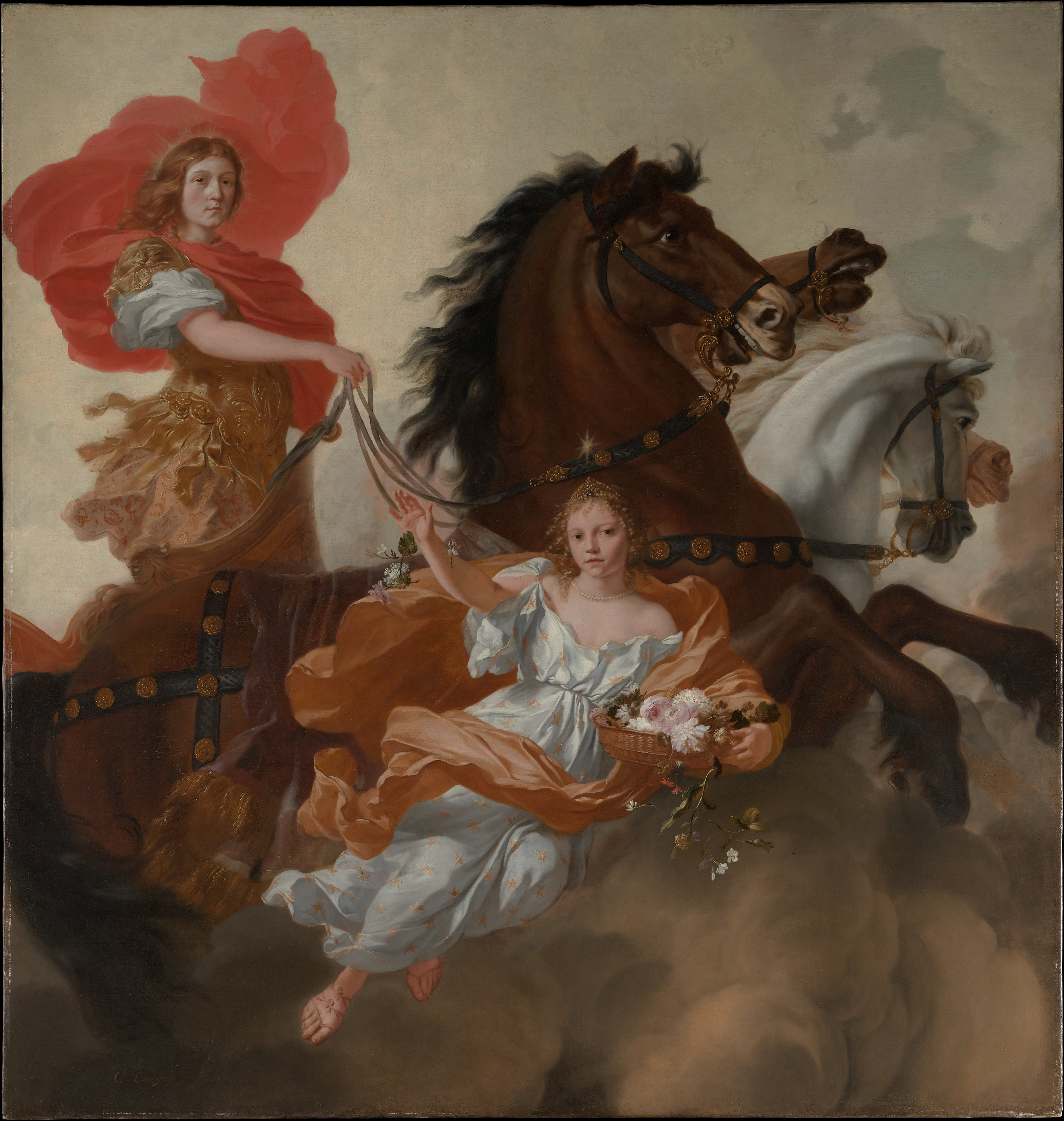
Apollon et Aurore, peinture du plafond d’un bâtiment situé Herengracht, no 539, aujourd’hui conservée au Metropolitan Museum of Art (New York).

Dans les années 1670, Lairesse devient l’un des peintres les plus populaires des Pays-Bas septentrionaux. Sa compagnie est prisée de tous les notables, et ceux-ci lui passent des commandes. Il est ainsi chargé de la décoration intérieure de la maison des marchands à Amsterdam. Au début de la décennie, il réalise une série de huit grisailles imitant les bas-reliefs, Le Triomphe d'Æmilius Paullus Macedonius, commandées vraisemblablement par le bourgmestre Nicolas Pancras (1622-1678) pour sa nouvelle maison située au no 539 du Herengracht – œuvres actuellement au Metropolitan Museum of Art de New York – et, deux ans plus tard, au no 446 du même quai, il exécute l’Allégorie de la Paix de Munster, un groupe de trois peintures destinées à orner le plafond de la maison du bourgmestre Andries de Graeff – des peintures aujourd'hui conservées au Palais de la Paix de La Haye.
Lairesse réalise également des décors de théâtre et des illustrations pour l’œuvre théâtrale d’Andries Pels (1631-1681) ainsi que pour le collectionneur d’art Gerrit Reynst (en). Il devient l’hôte de la société de poètes Nil Volentibus Arduum dans la maison que celui-ci possédait sur le Nieuwmarkt. En 1672, l’artiste est emprisonné sous l’hôtel de ville, après s’être attiré des ennuis dans la rue. L'année suivante naît celui qui sera le dernier enfant des Lairesse : un troisième fils, prénommé Johannes (1673-1716) ; comme ses deux frères et comme son père, celui-ci sera peintre également.
Entre 1675 et 1683, Gérard de Lairesse entreprend pour le riche marchand de soie Philips De Flines la décoration de sa maison Messina située au no 164 du Herengracht, pour laquelle il peint notamment en grisaille cinq allégories : des Arts, des Sciences, de la Gloire, de la Richesse et de la Générosité (aujourd'hui conservées au Rijksmuseum d'Amsterdam).
Vers 1684, il est quelque temps actif à La Haye, où il réalise des tableaux pour la Chambre du Conseil de justice de la cour d'Hollande, de Zélande et de Frise occidentale.
L’artiste à multiples facettes dessine chaque semaine d’après modèle. En 1685, son ami le médecin Govert Bidloo publie un important ouvrage d’anatomie, Anatomia Hvmani Corporis (en néerlandais Ontleding des menschelyken lichaams), qui est illustré d'un frontispice et de cent cinq planches gravées par Abraham Bloteling d’après des dessins de Lairesse.
| |  |  |  |
| Planches extraites de Ontleding des menschelyken lichaams (1685) de Govert Bidloo, illustré de gravures d’après des dessins de Lairesse. |  |  |  |

À Amsterdam, Lairesse décore d’un squelette la porte extérieure du Theatrum Anatomicum du Waag (maison « de pesage »), peint le plafond de la Leprozenhuis (la « Léproserie ») et les panneaux de l’orgue de la Westerkerk (« église de l’Ouest »).
En 1687, il exécute en collaboration avec le peintre de paysage Johannes Glauber quatre peintures pour une autre maison de Philips De Flines, au no 132 du Herengracht – celles-ci font aujourd’hui partie des collections du Rijksmuseum d'Amsterdam. Il peint aussi les plafonds d’une salle de la Binnenhof de La Haye (en 1688, salle à laquelle on donnera son nom, la Lairessezaal), du Palais de Justice, du Palais de Soestdijk (entre 1676 et 1682) et du Palais 't Loo, et réalise quelques portraits, notamment celui du stadhouter Guillaume III.

### Cécité
En 1689, alors qu'il est âgé de 50 ans, Lairesse perd la vue, selon certains des suites d’une syphilis congénitale. La maladie, dont les symptômes n'étaient pas connus à son époque, fut presque entièrement diagnostiquée sur base des difformités faciales caractéristiques visibles sur un portrait de lui peint par Rembrandt en 1665. D'autres auteurs mettent cependant en doute cette conclusion. Quoi qu'il en soit, après être devenu complètement aveugle, Lairesse commence à donner des cours dans une maison de la Spinhuissteeg. Il réunit autour de lui un certain nombre d’intéressés et d’élèves, auxquels il enseigne ses idées. Les notes prises par l’un de ses trois fils furent réunies dans un ouvrage portant le titre le titre Het Groot schilderboek ; illustré de gravures, il fut une première fois publié en deux parties à Amsterdam en 1707. Quelques années plus tôt, en 1701, une première partie, consacrée au dessin, avait déjà été publiée sous le titre Grondlegginge der teekenkonst (i.e. Principes du dessin).
Gérard de Lairesse meurt quelques années plus tard, dans le dénuement semble-t-il, à Amsterdam, où il est enterré en juillet 1711.

## Style et thèmes picturaux

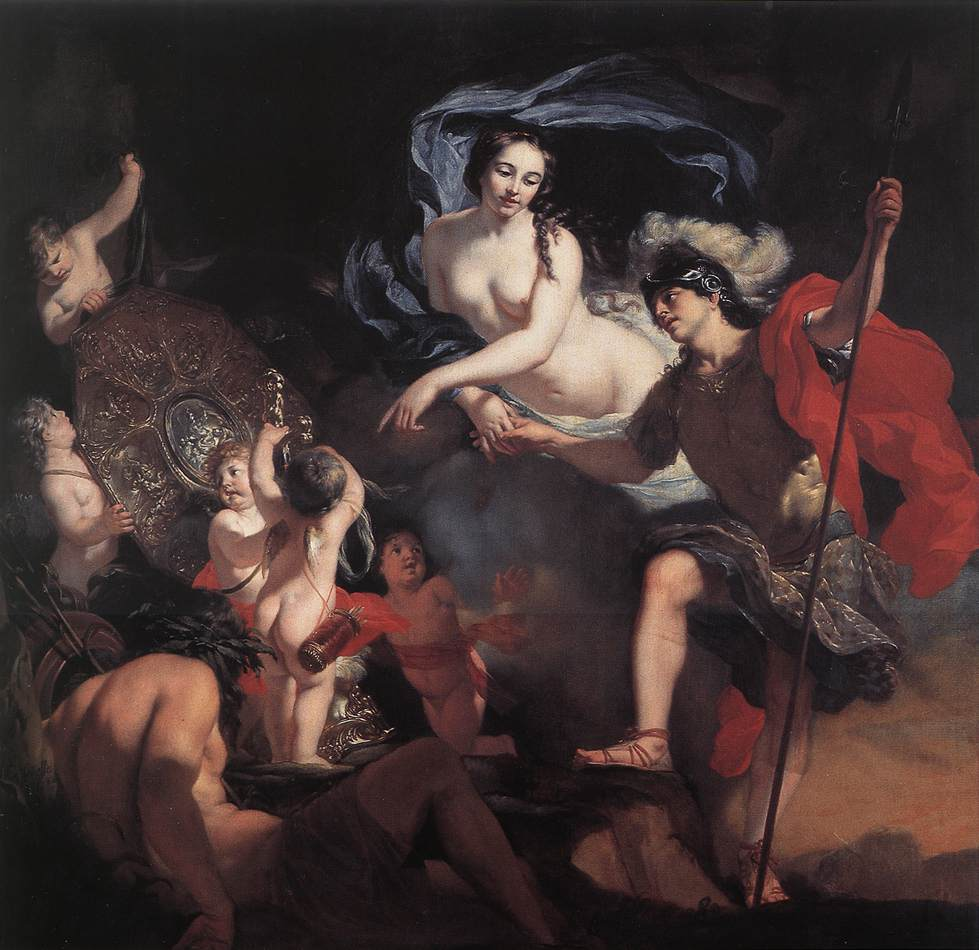
Vénus présentant ses armes à Énée
Museum Mayer van den Bergh, Anvers

La facture de Lairesse est classique, bien plus proche de la vigoureuse peinture de cour française que de la tradition hollandaise. En fait, il contribua à la pénétration du goût français aux Pays-Bas. Surnommé le « nouvel Apelle » par Guillaume III, appelé aussi le « Poussin hollandais », et parfois même comparé à Raphaël, il réalisa principalement des tableaux de grand format, représentant des scènes mythologiques ou historiques tirées d'auteurs classiques, comme Ovide (Les Métamorphoses), Virgile (Les Bucoliques), Tacite (Les Annales) ou Tite-Live, mais emprunta également des sujets à la Bible, aussi bien de l'Ancien que du Nouveau Testament. Il réalisa également bon nombre d'allégories (entre autres, des Arts, de la Vertu, de la Liberté du Commerce, d'Amsterdam, de Guillaume III).
Son style semble dériver de bon nombre d’artistes italiens et français de la génération précédente, comme Salvatore Rosa, Giovanni Benedetto Castiglione, Carlo Maratta et Nicolas Poussin, mais il s'apparente plus encore à certains de ses contemporains comme le Français Charles Le Brun et l'Italien Sebastiano Ricci.
Parmi ses tableaux les plus remarquables, on peut citer l’Allégorie des cinq sens de 1668 (Glasgow), l’Allégorie de la liberté du Commerce (Palais de la Paix, La Haye), Vénus présentant ses armes à Énée (Museum Mayer van den Bergh, Anvers), et Séléné et Endymion, réalisé vers 1677 (Rijksmuseum, Amsterdam), qui représente la déesse de la Lune rendant visite avec Cupidon à son amant plongé dans le sommeil éternel.
Lairesse conseillait, pour créer une représentation acceptable, de se servir d’un miroir (convexe), également de recourir à de petites poupées de cire articulables, ce qui pourrait expliquer un certain manque de naturel dans les poses de la plupart de ses personnages. Sa peinture est parfois aussi marquée par des contrastes un peu durs. Il fut sans doute plus habile dans le dessin et la gravure.
Dans ses œuvres, la symbolique occupe une place importante.

## Le Grand Livre des peintres(Het Groot Schilderboek)
Le Grand Livre des peintres (Het Groot schilderboek) a d’abord été publié à Amsterdam en 1707, et fut rééditée en néerlandais en 1712 (2e impression), 1714, 1716, 1740 et 1836. L’œuvre fut traduite en allemand en 1728-1729 (réédition en 1776 et 1784 et 1819). Une traduction en anglais parut en 1738 (réédition en 1778 et 1817), et en français (Le Grand Livre des peintres) en 1787.
Ce livre, qui vise à faire connaître l'utilité de la peinture, les beautés de l'art et ses ressources, et la méthode pour y arriver, se compose de treize parties : les cinq premières traitent successivement de la technique, de la composition, de la théorie de l'art dans l’Antiquité et à l'époque où vivait Lairesse, de la formation des couleurs, et des règles de la lumière et de l’ombre. Ensuite, l’auteur aborde les différents genres, en commençant par le paysage. Le septième chapitre concerne le portrait. Le huitième parle des architectures grecque et romaine et de leur rapport avec l’art pictural, tandis que dans les chapitres suivants, il est question de la décoration des plafonds, de la sculpture, et de la nature morte. La gravure constitue le sujet de la treizième et dernière partie de l’ouvrage.
Utilisé dans toutes les académies des beaux-arts faisant autorité et distribué en guise de premier prix aux élèves méritants, l’ouvrage devait exercer une forte influence sur l’art du XVIIIe siècle, notamment sur le peintre de décor Jacob de Wit.

## Œuvres

### Tableaux

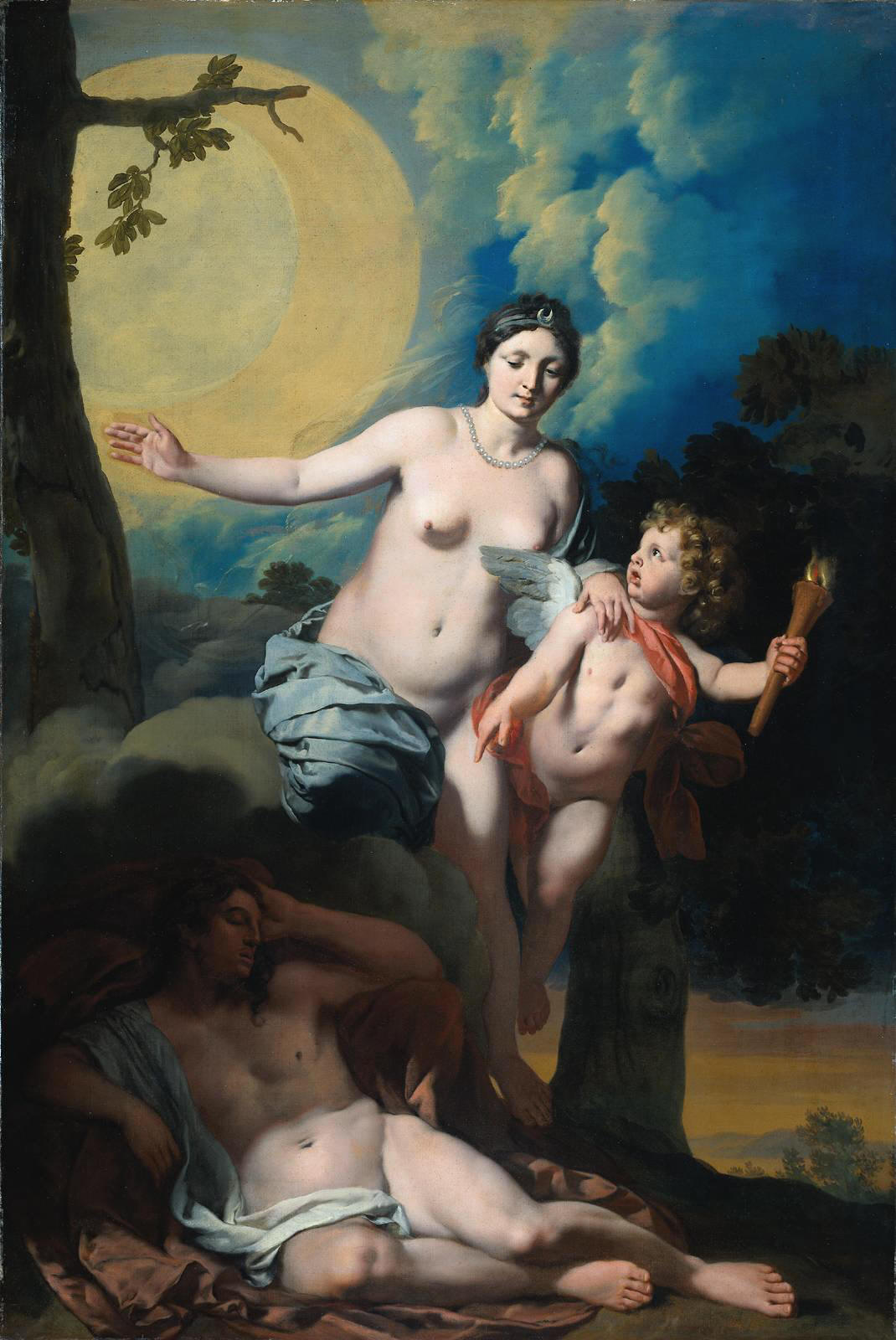
Séléné et Endymion (1677-1678), Rijksmuseum.

Les œuvres de Lairesse sont représentées dans plusieurs grands musées du monde, comme le Rijksmuseum (Amsterdam), le Mauritshuis (La Haye), les musées royaux des beaux-arts de Belgique (Bruxelles), le Louvre (Paris), le musée de l'Ermitage (Saint-Pétersbourg) et le Metropolitan Museum of Art (New York).
- Vénus présentant ses armes à Énée, au musée Mayer van den Bergh, à Anvers.
- 1662 environ : Orphée et Eurydice, ou La Descente d'Orphée aux Enfers, La Boverie.
- 1664 : Les Noces d'Alexandre et Roxane, au Statens Museum for Kunst, à Copenhague[13].
- 1668 : Allégorie des cinq sens, au Glasgow Museum, à Glasgow.
- 1671 : Apollon et Aurore, au Metropolitan Museum of Art, à New York.
- 1672 : Allégorie de la Liberté de commerce, au Glasgow Museum, à Glasgow.
- 1673 environ : Le Roi Séleucos transmet la royauté à son fils Antiochos et lui donne Stratonice pour épouse, à la Staatliche Kunsthalle, à Karlsruhe.
- 1674 : L'Expulsion d'Héliodore hors du temple de Jérusalem, collection privée.
- 1677-1678 : Séléné et Endymion, au Rijksmuseum Amsterdam[14].
- 1675-1680 : Le Banquet de Cléopâtre, huile sur toile, 74 × 95 cm, Rijksmuseum Amsterdam[15].

Dates non documentées
- Triomphe de Paul-Emile dit « le Macédonique », La Boverie, à Liège[13].
- Les Quatre Âges de l'humanité, quatre grisailles inspirées des Métamorphoses d'Ovide, musée des beaux-arts d'Orléans.
- Vénus donnant à Enée ses armes, musée Magnin, Dijon.
- Scène Bachique, musée Magnin, Dijon

"
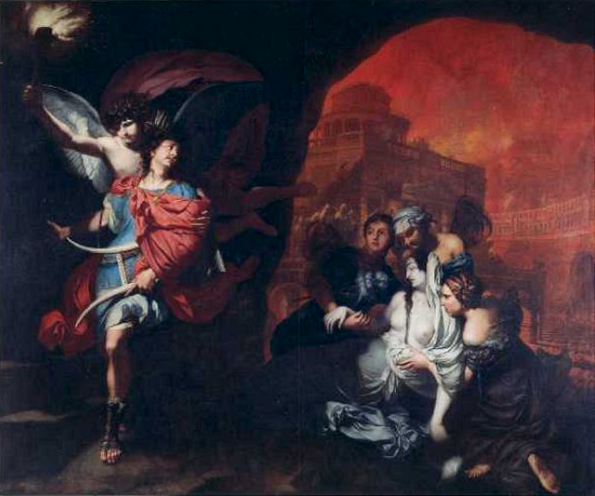
La Descente d'Orphée aux enfers (vers 1662), La Boverie.
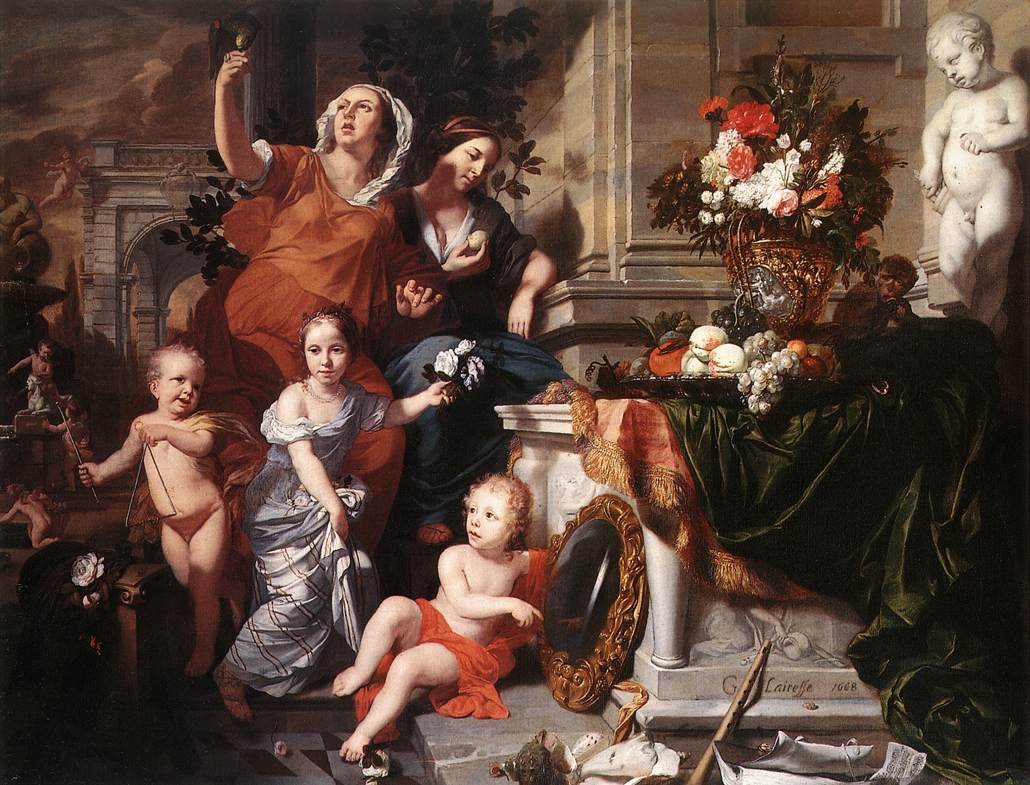
Allégorie des cinq sens…
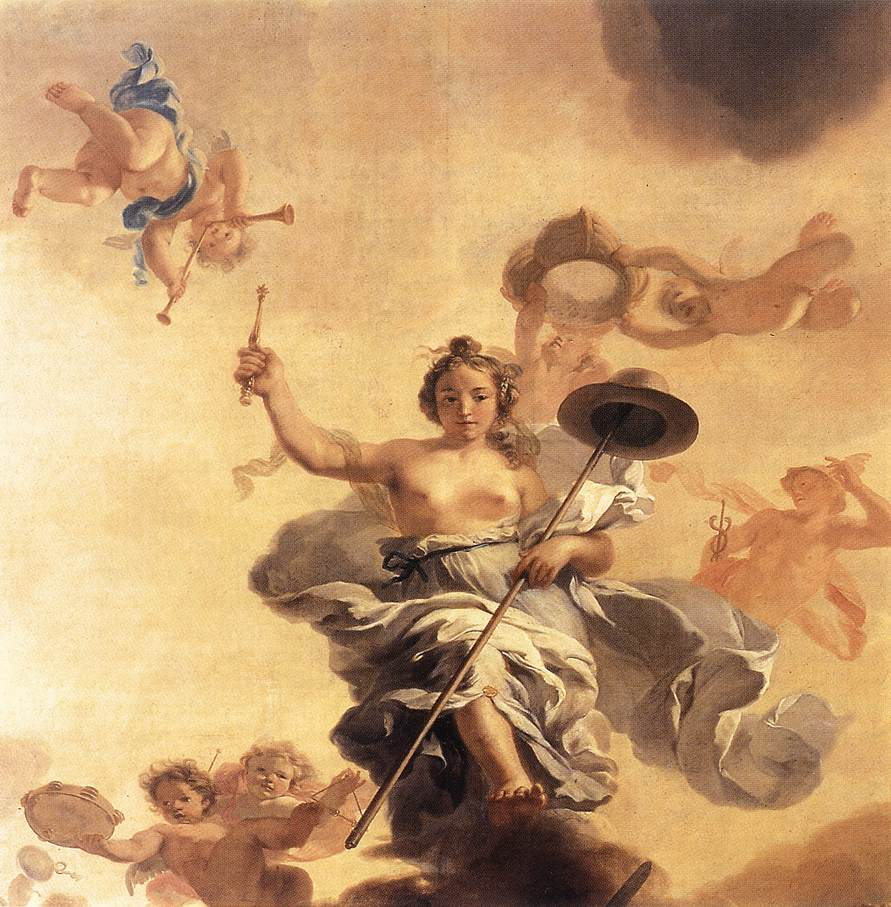
Allégorie de la Liberté de commerce (1672), Glasgow Museum.
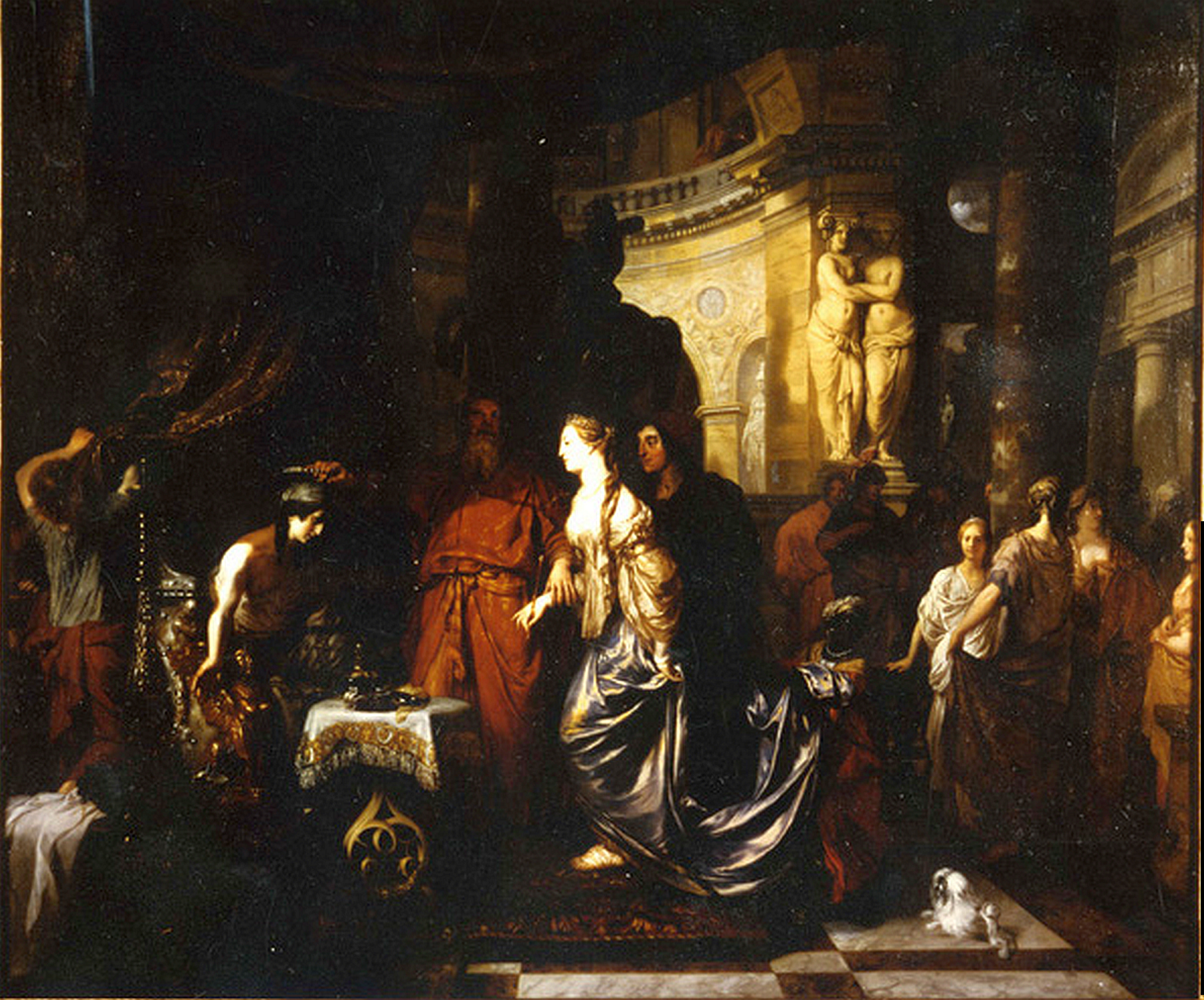
Le Roi Séleucos (1673), Staatliche Kunsthalle Karlsruhe.
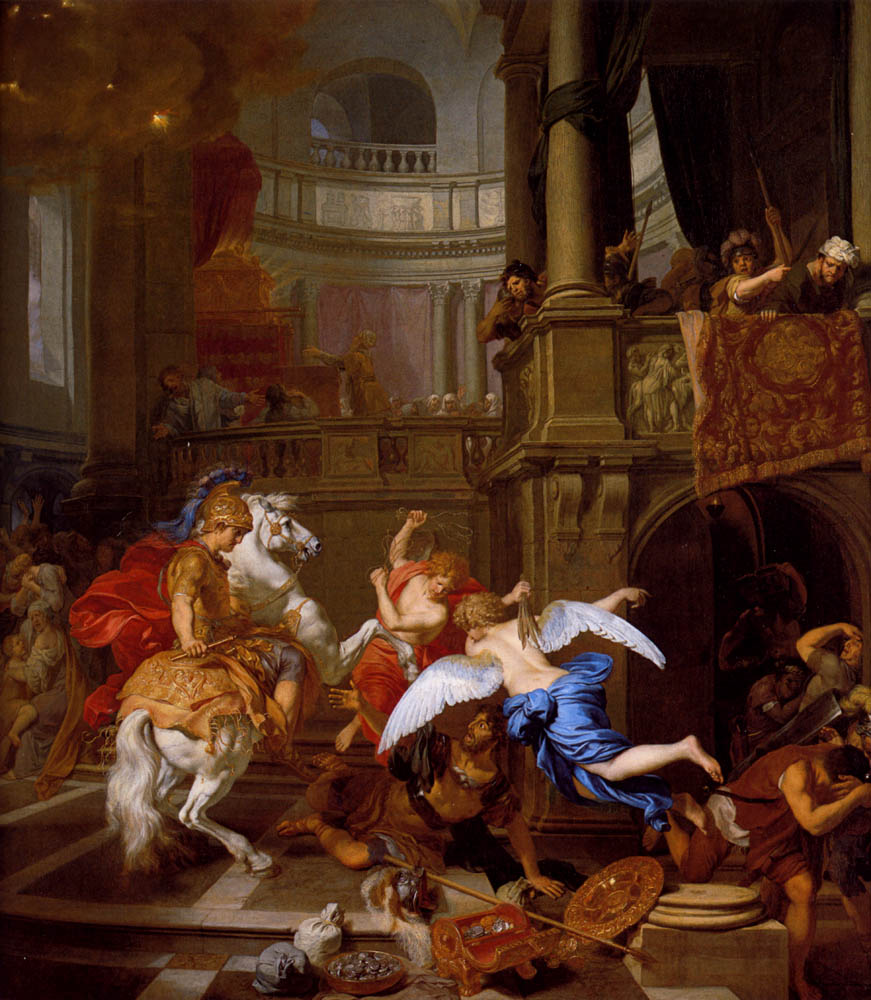
L'Expulsion d'Héliodore hors du temple de Jérusalem (1674), collection privée.
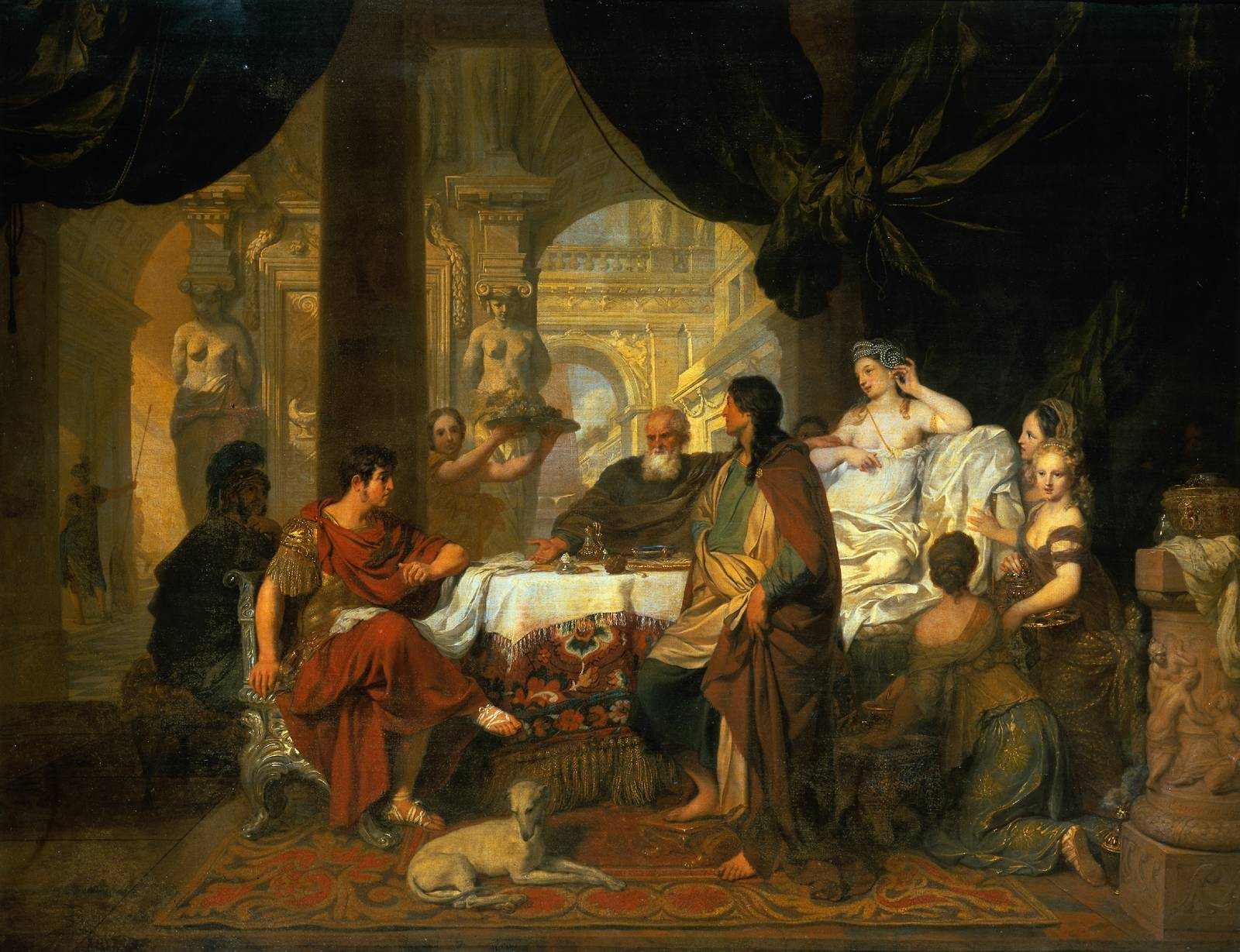
Le Banquet de Cléopâtre (1680), Rijksmuseum.
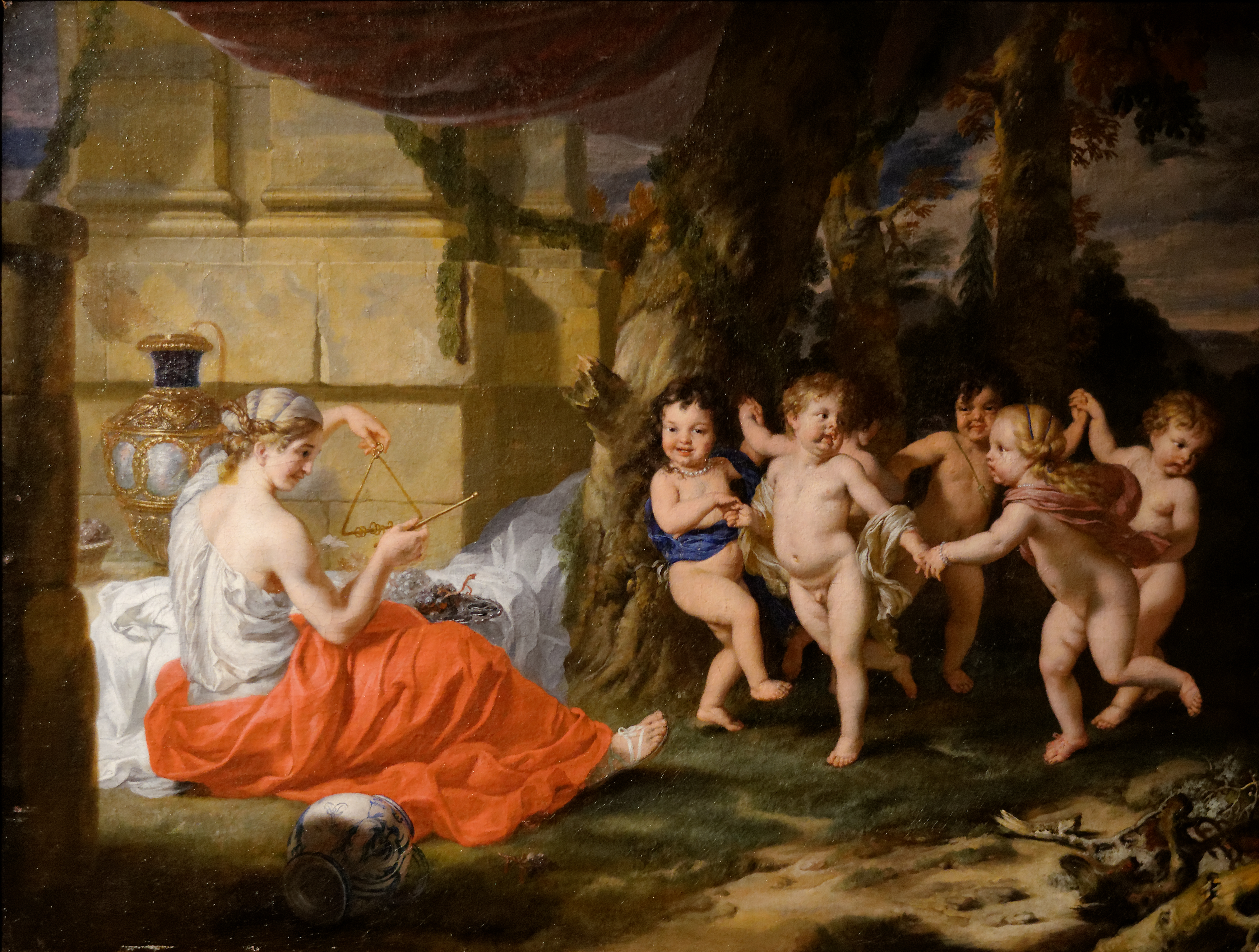
Danse d'enfants, musée des Ursulines de Mâcon.

### Ouvrages
- Les Principes du dessin, ou  Méthode courte et facile pour apprendre cet art en peu de temps, Amsterdam, Mortier, 1719
- Le Grand Livre des peintres, ou l'Art de la peinture considéré dans toutes ses parties, et démontré par principes ... auquel on a joint les Principes du dessin, Paris, 1787, 2 vol.

## Hommages
- La rue Lairesse, à Liège, sa ville natale.
- De Lairessestraat, à Amsterdam, où il fut actif la plus grande partie de sa vie.
- De Lairessestraat, à Eindhoven.